# 富士見丘檢車區
富士見丘檢車區（日语：／ Fujimigaoka kenshaku */?）是位於東京都杉並區內，隸屬京王電鐵井之頭線的車輛基地。

## 概要
與京王井之頭線富士見丘站和久我山站之間的鐵道並行，留置線空間僅剛好可容納夜間停放全部車輛。另外，擁有部分的全面檢査、重要部位檢査之設備。
- 1966年（昭和41年） - 位於永福町站北側的永福町檢車區遷移至富士見丘～久我山之間。永福町檢車區原址轉為京王巴士的永福町營業所使用。
- 1970年（昭和45年） - 永福町工場廢止，轉設富士見丘工場。
- 1983年（昭和58年） - 業務組織變更，富士見丘工場轉為若葉台工場富士見丘作業場。

## 所屬車輛
- 1000系電車　5輛編成29列，共計145輛

## 其他
- 車體、集電弓之外的以外機械檢查，是將機件取下後以卡車運至若葉台工場檢修。
- 新造車輛的移入、報廢車輛的搬出等，皆藉由陸運方式進行作業。由於該檢車區周邊道路狹窄，作業空間不足等因素，轉借由與永福町站鄰接的京王巴士東永福町營業所實施。為此，於電車搬出、搬入作業時，一部份巴士會疏開至當檢車區附近（被疏開巴士以JP或MK等中型車居多）。